# Diphyus pleuratorius
Diphyus pleuratorius là một loài tò vò trong họ Ichneumonidae.